# Emmy of Stork's Nest
Emmy of Stork's Nest er en amerikansk stumfilm fra 1915 af William Nigh.

## Medvirkende
- Mary Miles Minter som Emmy Garrett.
- Niles Welch som Benton Cabot.
- Charles Prince som Bije Stork.
- William Cowper som Si Stork.
- Mathilde Brundage som Crisshy Stork.